# A sors útvesztői
A sors útvesztői (eredeti cím: Kaderimin Oyunu) 2021 és 2022 között bemutatott török televíziós sorozat, melynek főszereplői Akın Akınözü, Öykü Karayel, Sarp Apak és Meriç Aral.
Törökországban 2021. december 3-tól 2022. június 17-ig sugározta a Star TV.
Magyarországon 2023. március 27-én mutatta be a TV2, továbbá minden hétköznap 23:55-től az aktuális epizódot megismételte az Izaura TV. A befejező epizódot 2023. július 27-én tűzte képernyőre a csatorna.

## Cselekmény
Miután gyermekei apja magára hagyta, Asiye egyedülálló szülőként neveli lányát Nergist és fiát, Uğurt. A helyi varrodában dolgozik, hogy mindent megteremtsen családja számára. Egy nap váratlan látvány fogadja, miután hazatér a munkából: lányát és fiát sokkos állapotban találja. Anya és gyermekei menekülésre kényszerülnek, azonban a körülmények ellenük dolgoznak...

## Szereplők
| Színész             | Szereplő        | Magyar hang           |
| ------------------- | --------------- | --------------------- |
| Öykü Karayel        | Asiye Yılmaz    | Gyöngy Zsuzsa         |
| Akın Akınözü        | Cemal Kaya      | Hám Bertalan          |
| Sarp Apak           | Mahir Demirhan  | Harcsik Róbert        |
| Meriç Aral          | Helin Demirhan  | Tamási Nikolett       |
| Esra Dermancıoğlu   | Zahide Demirhan | Nádasi Veronika       |
| Müfit Kayacan       | Harun Demirhan  | Kajtár Róbert         |
| Yeşim Gül           | Emine Kutay     | Téglás Judit          |
| Iraz Akçam          | Nergis Kaya     | Kobela Kíra           |
| Yıldırım Özcan      | Uğur Kaya       | Holló-Zsadányi Norman |
| Ülkü Duru           | Nedret Demirhan | Farkasinszky Edit     |
| Kaan Çakır          | Raci Demirhan   | Tokaji Csaba          |
| Onur Bilge          | Fikret Kutay    | Turi Bálint           |
| Ayça Koptur         | Gülsüm Kutay    | Dobó Enikő            |
| Esengül Aypek       | Zuhal           | Csuha Borbála         |
| Bartu Barlas Bozacı | Ahmet Kaya      | Kátai Konrád          |
| Cemre Melis Çınar   | Meral           | Mikecz Estilla        |
| Elmira Akgün        | İlayda Demirhan | Laudon Andrea         |
| Mustafa Arda Işık   | Alican Kutay    | Kerekes Máté          |
| Alper Irvan         | Necmi           | Gacsal Ádám           |

## Magyar stáb
- Magyar szöveg: Bernvalner Anita, Gaál Katalin, Timári Róbert és Bódi Emese
- Hangmérnök és vágó: Zakar Sándor
- Gyártásvezető: Masoll Ildikó
- Szinkronrendező: Kéthely-Nagy Luca
- Produkciós vezető: Komlósi Gergő

A szinkron a TV2 Média Csoport megbízásából a Direct Dub Studios műtermeiben készült. 

## Epizódok
| Évad | Évad | Epizódok száma | Eredeti sugárzás  | Eredeti sugárzás | Eredeti sugárzás | Magyar sugárzás   | Magyar sugárzás  | Magyar sugárzás |
| Évad | Évad | Epizódok száma | Évadpremier       | Évadfinálé       | Adó              | Évadpremier       | Évadfinálé       | Magyar adó      |
| ---- | ---- | -------------- | ----------------- | ---------------- | ---------------- | ----------------- | ---------------- | --------------- |
|      | 1.   | 26 (85+1)      | 2021. december 3. | 2022. június 17. |                  | 2023. március 27. | 2023. július 27. |                 |

### Első évad
| #   | Cím                                                                | Rendező        | Író                                                                                       | Premier            |
| --- | ------------------------------------------------------------------ | -------------- | ----------------------------------------------------------------------------------------- | ------------------ |
| 1.  | Hep sana çıkıyor yollar                                            | Emre Kabakuşak | Gül Abus Semerci, Melis Veziroğlu Yılmaz, és Pınar Ordu                                   | 2021. december 3.  |
| 2.  | Senden gittigim gün, öldügüm gündür...                             | Emre Kabakuşak | Gül Abus Semerci, Melis Veziroğlu Yılmaz, és Pınar Ordu                                   | 2021. december 10. |
| 3.  | Hani baskasini sevmeyecektin...                                    | Emre Kabakuşak | Gül Abus Semerci, Melis Veziroğlu Yılmaz, Selin Yaltaal, és Meryem Demirli                | 2021. december 17. |
| 4.  | Sen mutluysan, ben de mutluyum...                                  | Emre Kabakuşak | Gül Abus Semerci, Melis Veziroğlu Yılmaz, Burcu Över, és Selin Yaltaal                    | 2021. december 24. |
| 5.  | Sen de seviyor musun beni?...                                      | Emre Kabakuşak | Gül Abus Semerci, Melis Veziroğlu Yılmaz, Burcu Över, Pınar Ordu, és Selin Yaltaal        | 2022. január 21.   |
| 6.  | İnsan en güvendiği yerden yara alınca, iyileşmesi kolay olmuyor... | Emre Kabakuşak | Gül Abus Semerci, Melis Veziroğlu Yılmaz, Burcu Över, Pınar Ordu, és Selin Yaltaal        | 2022. január 28.   |
| 7.  | Kül olmuş ateşi yeniden harladın...                                | Emre Kabakuşak | Gül Abus Semerci, Melis Veziroğlu Yılmaz, Burcu Över, Pınar Ordu, és Selin Yaltaal        | 2022. február 4.   |
| 8.  | Sana bir şey olmasın...                                            | Emre Kabakuşak | Gül Abus Semerci, Melis Veziroğlu Yılmaz, Burcu Över, Pınar Ordu, és Selin Yaltaal        | 2022. február 11.  |
| 9.  | Hoş geldin baba...                                                 | Emre Kabakuşak | Gül Abus Semerci, Melis Veziroğlu Yılmaz, Burcu Över, Pınar Ordu, és Selin Yaltaal        | 2022. február 18.  |
| 10. | İnsan en çok sevdiğine güvenir...                                  | Emre Kabakuşak | Gül Abus Semerci, Melis Veziroğlu Yılmaz, Burcu Över, Pınar Ordu, és Selin Yaltaal        | 2022. február 25.  |
| 11. | Seni sonsuza kadar kaybettim...                                    | Emre Kabakuşak | Gül Abus Semerci, Melis Veziroğlu Yılmaz, Burcu Över, Pınar Ordu, és Selin Yaltaal        | 2022. március 4.   |
| 12. | Işığım söndü benim. Nefesim kesildi!                               | Emre Kabakuşak | Gül Abus Semerci, Melis Veziroğlu Yılmaz, Burcu Över, Pınar Ordu, és Selin Yaltaal        | 2022. március 11.  |
| 13. | Biz birbirimizin kaderiyiz..                                       | Emre Kabakuşak | Gül Abus Semerci, Melis Veziroğlu Yılmaz, Burcu Över, Pınar Ordu, és Selin Yaltaal        | 2022. március 18.  |
| 14. | Her şey çok güzel olacak...                                        | Emre Kabakuşak | Gül Abus Semerci, Melis Veziroğlu Yılmaz, Gülbike Sonay Üte, és Selin Yaltaal             | 2022. március 25.  |
| 15. | Ömrümün sonuna kadar aşkınla yanacağım...                          | Emre Kabakuşak | Gül Abus Semerci, Melis Veziroğlu Yılmaz, Gülbike Sonay Üte, Burcu Över, és Selin Yaltaal | 2022. április 1.   |
| 16. | Bana gerçekleri anlat...                                           | Emre Kabakuşak | Gül Abus Semerci, Melis Veziroğlu Yılmaz, Gülbike Sonay Üte, Burcu Över, és Selin Yaltaal | 2022. április 8.   |
| 17. | Bazı şeyler için çok geç kaldım...                                 | Emre Kabakuşak | Gül Abus Semerci, Melis Veziroğlu Yılmaz, Gülbike Sonay Üte, Burcu Över, és Selin Yaltaal | 2022. április 15.  |
| 18. | Çocuklar babalarını seçemez mi?                                    | Emre Kabakuşak | Gül Abus Semerci, Melis Veziroğlu Yılmaz, Gülbike Sonay Üte, Burcu Över, és Selin Yaltaal | 2022. április 22.  |
| 19. | Biz hayal edelim, belki olur...                                    | Emre Kabakuşak | Gül Abus Semerci, Melis Veziroğlu Yılmaz, Gülbike Sonay Üte, Burcu Över, és Selin Yaltaal | 2022. április 29.  |
| 20. | Bugün, benim için öldüğün gün...                                   | Emre Kabakuşak | Gül Abus Semerci, Melis Veziroğlu Yılmaz, Gülbike Sonay Üte, Burcu Över, és Selin Yaltaal | 2022. május 6.     |
| 21. | Dünyaları verseler, yerine senden başka bir şey koymam...          | Emre Kabakuşak | Gül Abus Semerci, Melis Veziroğlu Yılmaz, Gülbike Sonay Üte, Burcu Över, és Selin Yaltaal | 2022. május 13.    |
| 22. | Bu yolun sonunu ikimiz de biliyoruz...                             | Emre Kabakuşak | Gül Abus Semerci, Melis Veziroğlu Yılmaz, Gülbike Sonay Üte, Burcu Över, és Selin Yaltaal | 2022. május 20.    |
| 23. | Bütün yaşananlar kaderin bir oyunu mu?                             | Emre Kabakuşak | Gül Abus Semerci, Melis Veziroğlu Yılmaz, Gülbike Sonay Üte, Burcu Över, és Selin Yaltaal | 2022. május 27.    |
| 24. | Hepsi benim suçum. Affet beni...                                   | Emre Kabakuşak | Gül Abus Semerci, Melis Veziroğlu Yılmaz, Gülbike Sonay Üte, Burcu Över, és Selin Yaltaal | 2022. június 3.    |
| 25. | Yarın gün başka doğacak!                                           | Emre Kabakuşak | Gül Abus Semerci, Melis Veziroğlu Yılmaz, Gülbike Sonay Üte, Burcu Över, és Selin Yaltaal | 2022. június 10.   |
| 26. | Seni seviyorum...                                                  | Emre Kabakuşak | Gül Abus Semerci, Melis Veziroğlu Yılmaz, Gülbike Sonay Üte, Burcu Över, és Selin Yaltaal | 2022. június 17.   |